# Word Crimes
"Word Crimes" er en sang af den amerikanske musiker "Weird Al" Yankovic fra hans fjortende studiealbum, Mandatory Fun fra 2014. Sangen er en parodi på singlen "Blurred Lines" fra 2013 af Robin Thicke, featuring Pharrell Williams og T.I., og et spoof på internetbrugeres (mis)brug af korrekt engelsk grammatik.
Musikvideoen indeholder blandt andet flere ordspil og easter egg, som Merriam-Websters logo og tv-serien Lost.